# They Might Be Giants

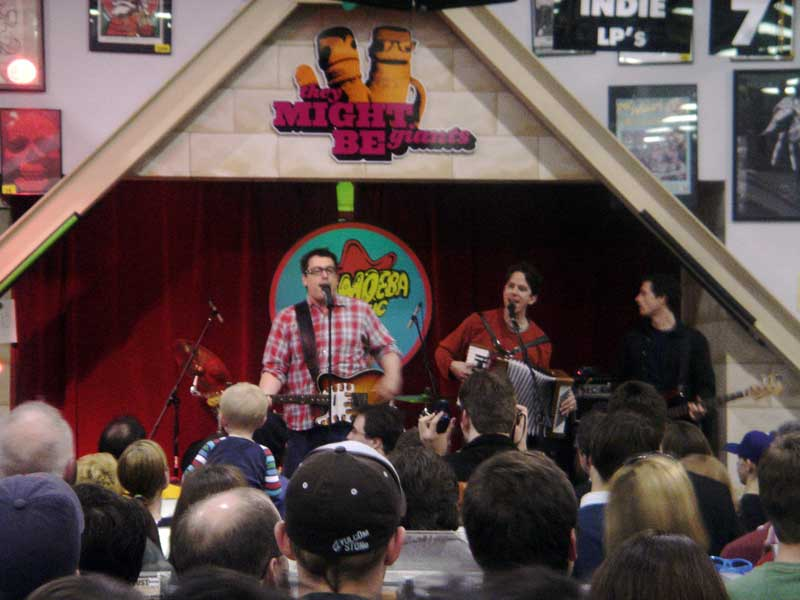
They Might Be Giants (2005)

They Might Be Giants (vaak afgekort tot TMBG) is een Amerikaanse poprock band met als kern het duo John Linnell en John Flansburgh. Hun bekendste nummers zijn "Don't Let's Start" (van They Might Be Giants), "Ana Ng" (van Lincoln), en "Birdhouse in Your Soul" (van Flood). Ze hebben ook een aantal liedjes voor televisieseries gemaakt, waaronder thema's voor de televisieseries The Daily Show, The Mickey Mouse Club en Malcom in the Middle, evenals de score voor een tijd.

## Geschiedenis
De twee Johns ontmoeten elkaar in Lincoln, Massachusetts. Ze begonnen songs te schrijven toen ze op de middelbare school zaten. Ze hadden destijds nog niet officieel een band gestart, totdat ze uiteindelijk na hun studie naar Brooklyn verhuisden en in hetzelfde appartement belandden, waarna ze hun carrière voort zouden zetten.

### 1982-1989
Ze begonnen op te treden, begeleid door een drummachine, en werden snel een fenomeen in de underground van Manhattan. Al hadden ze hier al een flinke stroom volgelingen, een goede deal bij een uitgever kregen ze niet. Het werd erger toen John Linnell zijn arm brak en John Flansburgh van zijn gitaren werd beroofd. Als reactie daarop kwamen ze op een ingenieuze oplossing, hun muziek opnemen op een antwoordapparaat zodat iedereen kon bellen en op verzoek muziek kon beluisteren. Het staat bekend als Dial-a-song en draait al sinds 1984, met enkele onderbrekingen. Al snel werd er een advertentie voor geplaatst in People en uiteindelijk werden ze benaderd door Bar/None Records. Het duo bracht vervolgens They Might Be Giants uit in 1986, en het werd een radiohit op school. De video voor "Don't Let's Start" werd een hit op MTV.
In 1988 werd hun tweede album uitgebracht, Lincoln genaamd.   Het album veroorzaakte een schok in de Amerikaanse muziekindustrie toen het al binnen de eerste week U2's The Joshua Tree van de top van de Billboardhitlijst stootte. De single van Lincoln, "Ana Ng", bereikte nummer 89 op de UK-Billboardlijst en nummer 1 op de collegelijsten.

### 1990-1999
The John's, zoals ze bekend staan bij fans, werden na het succes van hun vorige twee albums getekend door Warner Music. De steun van een van de grootste platenmaatschappijen ter wereld betekende meer mogelijkheden, waarvan de eerste was om hun derde album op te nemen met Clive Langer en Alan Winstanley, Engelse producers die beroemd waren om hun werk met de Engelse sterren Madness en Elvis Costello.
Dit album kreeg de naam Flood en werd begin 1990 met matig succes uitgebracht, maar bezorgde de band een cultstatus, vooral toen de populairste single "Birdhouse in your Soul" nummer zes werd in de Britse hitlijsten. Ze werden opnieuw geholpen toen de tekenfilmserie "Tiny Toons", een productie van Warner Bros., twee volledige nummers van het album gebruikte in het programma, Particle Man en hun cover van Istanbul (Not Constantinople). Veel fans melden dat ze de band hebben ontdekt dankzij de aflevering
De opvolger van Flood was Apollo 18 uit 1992, vernoemd naar de maanmissie die nooit heeft plaatsgevonden. De band werd door NASA uitgeroepen tot muzikale ambassadeurs voor het International Space Year.
Het album was donkerder van toon dan Flood. Het album bevat 18 nummers plus een reeks korte nummers die bekend staan als "Fingertips". Deze 20 tracks waren bedoeld om luisteraars die de shuffle-functie op hun CD-speler gebruikten te vermaken, omdat ze kort te horen waren tussen langere tracks.
De band keerde daarna terug naar de studio en produceerde hun vijfde album, John Henry, dat een belangrijke verandering in hun geluid betekende. The John's stapten af van de elektronische productie die ze op de eerste vier albums hadden gebruikt ten gunste van een meer organisch geluid. John Henry had blazers en een echte drummer
Hun vierde album van het decennium, en zesde in totaal, was Factory Showroom uit 1996. Het zou hun laatste album bij Elektra records worden.
Aan het einde van het decennium werden er twee releases uitgebracht, een live album Severe tire Damage, dat een studiotrack bevatte genaamd Doctor Worm die nu Doctor Worm is en een verzameling genaamd Then:The Earlier Years, een compilatie van de eerste twee albums, B-kantjes en rarities uit die tijd. Ze brachten ook een DVD uit met muziekvideo's genaamd Direct from Brooklyn.

### 2000-2003
Op 11 september 2001, werd het wereldwijde Mink Car uitgebracht. Ook werden in dat jaar opnames gemaakt voor een documentaire over de band die  Gigantic: A Tale of Two Johns zou worden genoemd.  Deze werd uiteindelijk in 2003 uitgegeven op dvd. In 2002 bracht de band een kinderalbum uit, genaamd No!, in 2003 gevolgd door een boek met cd Bed, Bed, Bed.

## Discografie

### Albums
- They Might Be Giants (ook The Pink Album genoemd) (1986)
- Lincoln (1988)
- Flood (1990)
- Apollo 18 (1992)
- John Henry (1994)
- Factory Showroom (1996)
- Mink Car (2001)
- No! (2002)
- The Spine (2004)
- Here Come the ABC's! (2005)
- The Else (2007)
- Here Come the 123s (2008)
- Here Comes Science (2009)
- Join Us (2011)
- Album Raises New and Troubling Questions (2011)
- Nanobots (2013)
- Glean (2015)
- Why? (2015)
- Phone Power (2016)
- I like fun (2018)
- BOOK (2021, album en fotoboek)

### Singles
- Don't Let's Start (1987)
- Ana Ng (1988)
- Birdhouse in Your Soul (1990)
- Istanbul (not Constantinople) (1990)
- Boss Of Me (2000)